# Helina villipes
Helina villipes är en tvåvingeart som först beskrevs av Malloch 1921.  Helina villipes ingår i släktet Helina och familjen husflugor.
Artens utbredningsområde är Kenya. Inga underarter finns listade i Catalogue of Life.